# Joël Schingtienne
Joël Marcel Schingtienne (Brussel, 12 augustus 2002) is een Belgisch voetballer van Congolese en Belgische afkomst die sinds augustus 2024 onder contract ligt bij Venezia FC.

## Clubcarrière
Schingtienne ruilde in 2018 de jeugdopleiding van RSC Anderlecht voor die van Oud-Heverlee Leuven. In mei 2022 ondertekende hij zijn eerste profcontract bij de club. In de voorbereiding op het seizoen 2022/23 kreeg hij van trainer Marc Brys zijn kansen in oefenwedstrijden in het eerste elftal.
Op 15 april 2023 maakte hij zijn officiële debuut in het eerste elftal van de club: in de competitiewedstrijd tegen KV Oostende (0-4-winst) liet trainer Marc Brys hem in de blessuretijd invallen voor Mathieu Maertens. Op dat moment had hij al twintig wedstrijden voor het tweede elftal van de club in Eerste nationale gespeeld.  Na afloop van het seizoen 2022/23 ondertekende hij een contractverlenging tot 2026 bij de club.

## Clubstatistieken
| Seizoen         | Club                    | Land            | Competitie       | Competitie | Competitie | Beker | Beker | Supercup | Supercup | Europees | Europees | Totaal | Totaal |
| Seizoen         | Club                    | Land            | Competitie       | Wed.       | Dlp.       | Wed.  | Dlp.  | Wed.     | Dlp.     | Wed.     | Dlp.     | Wed.   | Dlp.   |
| --------------- | ----------------------- | --------------- | ---------------- | ---------- | ---------- | ----- | ----- | -------- | -------- | -------- | -------- | ------ | ------ |
| 2022/23         | Oud-Heverlee Leuven U23 | Vlag van België | Eerste nationale | 22         | 1          | —     | —     | —        | —        | —        | —        | 22     | 1      |
| 2022/23         | Oud-Heverlee Leuven     | Vlag van België | Eerste klasse A  | 1          | 0          | 0     | 0     | —        | —        | —        | —        | 1      | 0      |
| 2023/24         | Oud-Heverlee Leuven     | Vlag van België | Eerste klasse A  | 2          | 0          | 0     | 0     | —        | —        | —        | —        | 2      | 0      |
| Carrière totaal | Carrière totaal         | Carrière totaal | Carrière totaal  | 25         | 1          | 0     | 0     | 0        | 0        | 0        | 0        | 25     | 1      |

Bijgewerkt op 13 augustus 2023.